# Újsástelek
Újsástelek (románul Sacalasău Nou) falu Romániában, a Partiumban, Bihar megyében.

## Fekvése
Sástelek mellett fekvő település.

## Története
Újsástelek eredetileg Sástelek része volt. 1941-ben 1332 lakosából 1316 fő szlovák, 2 román, 14 pedig magyar volt. 1956-ban 574 lakosa volt. A 2002-es népszámláláskor 321 lakosa közül 305 fő (95%) szlovák, 10 fő (3,1%) román, 6 fő (1,9%) pedig magyar volt.